# Fotografie (Film)
Fotografie (Fotográfia) ist ein ungarischer Film des Regisseurs Pál Zolnay aus dem Jahr 1973.

## Handlung
Aus Budapest ziehen drei Freunde mit einer Kamera aufs Land, um der Landbevölkerung Fotografien zu verkaufen. Sie begegnen einer harten Welt voller Religion, Gewalt, Alter und Erinnerungen. Ihr Angebot wird von einem Sänger beworben, der die Fotografie als das Medium der Zukunft anpreist.
Laut dem Regisseur war als Grundthema ursprünglich ein Konflikt zwischen dem Fotografen, der die Realität in all ihrer Unerbittlichkeit einzufangen hofft, und dem Retoucheur, der wirtschaftlichen Interessen folgt und den Kunden schmeicheln möchte, vorgesehen. Das ungarische Filmarchiv, das Fotográfia in seine Liste der ungarischen Must-See-Filme aufgenommen hat, sieht diesen Konflikt allerdings eher als unterschwelliges Thema im Film, die wahre Hauptrolle wird „faltigen Gesichtern und aufblitzenden Schicksalsfragmenten“ zugeschrieben.

## Hintergrund
Die Grundidee des Films sah vor, dass ein Fotograf und ein Bildbearbeiter auf dem Land ihre Talente zu Geld machen wollen, wobei die Kunden die bearbeiteten oder "geschönten" Fotos bevorzugen sollten. Während der Dreharbeiten bemerkten die Filmemacher, dass die Geschichten und Charaktere der Landbevölkerung einen größeren Sog haben als ihre Story, die dann nur noch in Andeutungen erhalten blieb. Fotográfia wird zuweilen auch als "ungarisches Blow Up" ausgewiesen, obwohl die Parallelen zwischen den beiden Werken kaum eine tiefere Verwandtschaft belegen. Der Film mischt Spiel- und dokumentarische Elemente, ohne im strengen Sinn Teil der "Budapester Schule" gespielter Dokumentarfilme zu sein; in Ungarn wird der Film als Solitär angesehen, als ein fiktiver oder sogar poetischer Dokumentarfilm.
Der Film gewann beim 8. Internationalen Filmfestival von Moskau 1973 den Silberpreis.

## Kritik
Der Filmdienst schrieb, der „[i]m Stil eines Dokumentarfilms inszeniert[e]“ Film vermittele durch „genau[e]“ Beobachtung „interessante Einblicke in das Wesen der Menschen und die soziale Struktur Ungarns“.